# Whoa, Nelly!
Whoa, Nelly! – debiutancki album studyjny kanadyjskiej piosenkarki Nelly Furtado, wydany 24 października 2000 przez DreamWorks Records. Producentem wydawnictwa jest Nelly Furtado, Gerald Eaton, Brian West i John Levine. Album jest nagrany w stylu pop, folk, R&B i trip-hop. Był nagrywany w Toronto i Kalifornii. Zadebiutował na 24. pozycji Billboard 200 i uzyskał dość przychylne recenzje. Album promował inauguracyjny singel „I'm Like a Bird” (za który Furtado odebrała Nagrodę Grammy). Kilka tygodni przed datą wydania na rynku pojawił się singel „Party’s Just Begun (Again)”, zaadresowany wyłącznie dla dyskotek. Na albumie piosenka ta znajduje się pod krótszym tytułem „Party”. Rok wcześniej, w 1999, wydano ją na ścieżce dźwiękowej do filmu W matni. Furtado była nominowana w kategorii „Best New Artist” (Najlepszy Nowy Artysta), jak również w „Song of the Year” (Piosenka Roku) i „Best Pop Vocal” (Najlepszy Wokal Popowy). Według Maclean’s Magazine Whoa, Nelly! sprzedał się w 6 milionach kopii na całym świecie. Wydawnictwo promowała trasa Burn in the Spotlight Tour.

## Lista utworów
| Nr  | Tytuł utworu                          | Długość |
| --- | ------------------------------------- | ------- |
| 1.  | „Hey, Man!”                           | 4:26    |
| 2.  | „...on the Radio (Remember the Days)” | 3:54    |
| 3.  | „Baby Girl”                           | 3:46    |
| 4.  | „Legend”                              | 3:35    |
| 5.  | „I’m Like a Bird”                     | 4:03    |
| 6.  | „Turn Off the Light”                  | 4:36    |
| 7.  | „Trynna Finda Way”                    | 3:32    |
| 8.  | „Party”                               | 4:02    |
| 9.  | „Well, Well”                          | 2:59    |
| 10. | „My Love Grows Deeper”                | 4:21    |
| 11. | „I Will Make U Cry”                   | 3:59    |
| 12. | „Scared of You”                       | 6:09    |
| 13. | „Onde Estas”                          | 4:14    |
|     |                                       | 53:36   |

| Edycja europejska | Edycja europejska                     | Edycja europejska |
| Nr                | Tytuł utworu                          | Długość           |
| ----------------- | ------------------------------------- | ----------------- |
| 1.                | „Hey, Man!”                           | 4:26              |
| 2.                | „...on the Radio (Remember the Days)” | 3:54              |
| 3.                | „Baby Girl”                           | 3:46              |
| 4.                | „Legend”                              | 3:35              |
| 5.                | „I’m Like a Bird”                     | 4:03              |
| 6.                | „Turn Off the Light”                  | 4:36              |
| 7.                | „Trynna Finda Way”                    | 3:32              |
| 8.                | „Party”                               | 4:02              |
| 9.                | „Well, Well”                          | 2:59              |
| 10.               | „My Love Grows Deeper”                | 4:21              |
| 11.               | „I Will Make U Cry”                   | 3:59              |
| 12.               | „Scared of You”                       | 6:09              |
| 13.               | „Onde Estas”                          | 4:14              |
| 14.               | „I'm Like a Bird” (Video)             | 4:03              |
| 15.               | „Turn Off the Light” (Video)          | 4:36              |
|                   |                                       | 1:02:15           |

| Edycja brytyjska | Edycja brytyjska                        | Edycja brytyjska |
| Nr               | Tytuł utworu                            | Długość          |
| ---------------- | --------------------------------------- | ---------------- |
| 1.               | „Hey, Man!”                             | 4:26             |
| 2.               | „...on the Radio (Remember the Days)”   | 3:54             |
| 3.               | „Baby Girl”                             | 3:46             |
| 4.               | „Legend”                                | 3:35             |
| 5.               | „I’m Like a Bird”                       | 4:03             |
| 6.               | „Turn Off the Light”                    | 4:36             |
| 7.               | „Trynna Finda Way”                      | 3:32             |
| 8.               | „Party”                                 | 4:02             |
| 9.               | „Well, Well”                            | 2:59             |
| 10.              | „My Love Grows Deeper”                  | 4:21             |
| 11.              | „I Will Make U Cry”                     | 3:59             |
| 12.              | „Scared of You”                         | 6:09             |
| 13.              | „Onde Estas”                            | 4:14             |
| 14.              | „I Feel You” (feat. Esthero)            | 4:11             |
| 15.              | „My Love Grows Deeper” (Single Version) | 4:54             |
| 16.              | „I’m Like a Bird” (Video)               | 4:03             |
|                  |                                         | 1:06:44          |

| Edycja japońska | Edycja japońska                            | Edycja japońska |
| Nr              | Tytuł utworu                               | Długość         |
| --------------- | ------------------------------------------ | --------------- |
| 1.              | „Hey, Man!”                                | 4:26            |
| 2.              | „...on the Radio (Remember the Days)”      | 3:54            |
| 3.              | „Baby Girl”                                | 3:46            |
| 4.              | „Legend”                                   | 3:35            |
| 5.              | „I’m Like a Bird”                          | 4:03            |
| 6.              | „Turn Off the Light”                       | 4:36            |
| 7.              | „Trynna Finda Way”                         | 3:32            |
| 8.              | „Party”                                    | 4:02            |
| 9.              | „Well, Well”                               | 2:59            |
| 10.             | „My Love Grows Deeper”                     | 4:21            |
| 11.             | „I Will Make U Cry”                        | 3:59            |
| 12.             | „Scared of You”                            | 6:09            |
| 13.             | „Onde Estas”                               | 4:14            |
| 14.             | „Party” (Coroni Mix)                       | 7:22            |
| 15.             | „I’m Like a Bird” (Gavo’s Martini Bar Mix) | 5:27            |
|                 |                                            | 1:06:25         |

| Bonus CD - Edycja azjatycka | Bonus CD - Edycja azjatycka                          | Bonus CD - Edycja azjatycka |
| Nr                          | Tytuł utworu                                         | Długość                     |
| --------------------------- | ---------------------------------------------------- | --------------------------- |
| 1.                          | „Hey, Man!” (Video)                                  |                             |
| 2.                          | „...On the Radio” (Video)                            |                             |
| 3.                          | „Turn Off the Light” (Video)                         |                             |
| 4.                          | „I’m Like a Bird” (Video)                            |                             |
| 5.                          | „I’m Like a Bird” (Acoustic)                         |                             |
| 6.                          | „I’m Like a Bird” (Nelly vs. Asha Remix)             |                             |
| 7.                          | „Turn Off the Light” (Yogie’s Sunshine Reggae Remix) |                             |
| 8.                          | „...On the Radio” (Dan the Automator Remix)          |                             |

| Bonus CD - Edycja amerykańska | Bonus CD - Edycja amerykańska               | Bonus CD - Edycja amerykańska |
| Nr                            | Tytuł utworu                                | Długość                       |
| ----------------------------- | ------------------------------------------- | ----------------------------- |
| 1.                            | „I’m Like a Bird” (Acoustic)                |                               |
| 2.                            | „My Love Grows Deeper” (Single Version)     |                               |
| 3.                            | „I Feel You” (feat. Esthero)                |                               |
| 4.                            | „I’m Like a Bird” (Nelly vs. Asha Remix)    |                               |
| 5.                            | „...On the Radio” (Dan the Automator Remix) |                               |